# Мејсонтаун (Пенсилванија)
Мејсонтаун (енгл. Masontown) град је у америчкој савезној држави Пенсилванија.

## Демографија
По попису из 2010. године број становника је 3.450, што је 161 (-4,5%) становника мање него 2000. године.
| Група             | 2000.         | 2010.         |
| Белци             | 3.360 (93,0%) | 3.137 (90,9%) |
| Афроамериканци    | 202 (5,6%)    | 185 (5,4%)    |
| Азијати           | 1 (0,0%)      | 13 (0,4%)     |
| Хиспаноамериканци | 8 (0,2%)      | 30 (0,9%)     |
| Укупно            | 3.611         | 3.450         |